# Argyractis chejelalis
Argyractis chejelalis là một loài bướm đêm trong họ Crambidae.